# Elezioni parlamentari in Moldavia del 2010
Le elezioni parlamentari in Moldavia del 2010 si tennero il 28 novembre. In seguito all'esito elettorale, Primo ministro divenne Vlad Filat, sostenuto da Partito Liberale Democratico di Moldavia, Partito Democratico della Moldavia e Partito Liberale.

## Risultati
| Liste                                              | Voti      | %     | Seggi |
| -------------------------------------------------- | --------- | ----- | ----- |
| Partito dei Comunisti della Repubblica di Moldavia | 676.761   | 39,32 | 42    |
| Partito Liberale Democratico di Moldavia           | 506.365   | 29,42 | 32    |
| Partito Democratico della Moldavia                 | 218.847   | 12,72 | 15    |
| Partito Liberale                                   | 171.434   | 9,96  | 12    |
| Alleanza Moldavia Nostra                           | 35.282    | 2,05  | -     |
| Movimento d'Azione Europea                         | 21.105    | 1,23  | -     |
| Altri                                              |           |       |       |
| Totale                                             | 1.720.993 |       | 101   |